# Еурилох
Еурилох (грч. Εὐρύλοχος) је у грчкој митологији био јунак, учесник тројанског рата.

## Митологија
Након разарања Троје, Еурилох је у завичај кренуо заједно са Одисејем. Када су срели Кирку, на њеном острву, Еурилох је за разлику од својих другова био опрезан и сакривен у жбуњу, па је видео како их она претвара у свиње. Зато је саветовао Одисеја да заувек напусте то острво. Ипак, касније, сам није послушао савет пророка Тиресије и Одисеја, па се искрцао на Хелијево острво и заклао неколико његових говеда како би се погостио са својим друговима. Због тога их је Зевс казнио и ударом муње потопио брод, тако да су се сви, осим Одисеја, удавили. Према каснијем предању, он је Одисејев зет, муж његове сестре Ктимене.

## Други ликови
- Један од Пенелопиних просилаца, из Закинтоса.[2]
- Аполодор помиње још једног Еурилоха, Египтовог сина.[3] Он је био син Калијадне и муж данаиде Аутоноје.[4]